# Giorgio Pinto

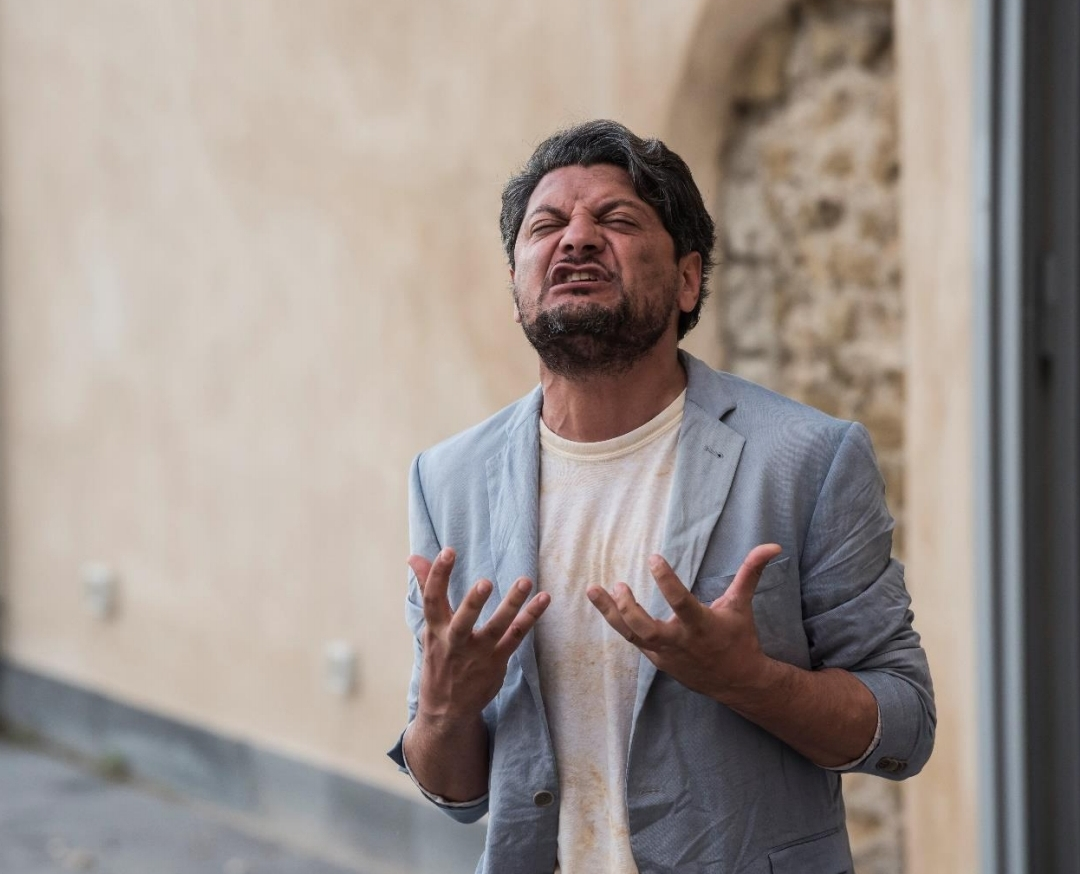
Giorgio Pinto, Terramó - di Pako Ioffredo - Rione Terra, Pozzuoli

Giorgio Pinto (Napoli, 6 maggio 1981) è un attore italiano.

## Biografia
Nato nel quartiere Sanità, cresce e si forma all'oratorio San Michele della chiesa di Santa Maria dei Miracoli. 
La sua formazione artistica inizia all'età di 17 anni con la partecipazione ad un corso di recitazione diretto da Guido Palliggiano al teatro Totò di Napoli. Prende poi parte ai workshop di Antonello Cossia sul testo Troilo e Cressida (1601) di William Shakespeare per l'uso del corpo in scena e di Sara Sole Notarbartolo sull'analisi del testo Romeo e Giulietta (1597) di William Shakespeare. Vince il bando di ammissione del Napoli Teatro Festival Italia al seminario tenuto dal regista lituano Eimuntas Nekrošius. Un'occasione che gli permette di studiare i testi di Svjatlana Aleksievič, cronista dell'Unione Sovietica, Il gabbiano (1895) di Anton Čechov e l'Enrico IV (1597-1598) di William Shakespeare. Con il seminario Scarpetta Suite, tenuto da Francesco Saponaro, si avvicina al mondo di Eduardo Scarpetta. La partecipazione al laboratorio diretto da Davide Iodice, al teatro Trianon, gli permette di tornare in scena con lo spettacolo Forcella Strit scritto da Maurizio Braucci e diretto da Abel Ferrara. In seguito, partecipa al workshop tenuto da Francesco Munzi, all'università "Suor Orsola Benincasa", sulle tecniche di regia e recitazione cinematografica.
A teatro viene diretto da vari registi di rilievo internazionale. Per sette anni è in tournée come membro della compagnia di Luigi De Filippo. Tra i ruoli interpretati, quello di Federico ne Il berretto a sonagli (1916) di Luigi Pirandello. Il suo percorso artistico continua con il regista Giancarlo Sepe nel musical Napoletango (2010), debuttando per la prima volta al teatro San Carlo e, dopo circa due anni in tournée in Italia, al Coliseum Theatre di Londra. In Russia si esibisce al Drama Theatre Festival di Ryazan con Il re ride diretto da Luisa Guarro, vincendo il premio come "Miglior cast attori". Si aggiudica un ruolo nello spettacolo Interiors (2019) diretto da Matthew Lenton vincitore di molteplici premi internazionali, tra cui tre riconoscimenti nell'ambito dei Critics Awards for Theatre in Scotland come "Miglior produzione", "Miglior compagnia" e "Miglior regista". In occasione del Napoli Teatro Festival 2021, viene scelto per prendere parte allo spettacolo Ho visto Maradona di Daniel Pennac e Pako Ioffredo, diretto da Clara Bauer, Quest'esperienza lo porta a collaborare ancora una volta con Pako Ioffredo, attore e regista partenopeo, nello spettacolo itinerante Terramò (2022), scritto e diretto proprio da quest'ultimo, che va in scena nel Rione Terra di Pozzuoli.
Sul piccolo schermo viene diretto da Alessandro D'Alatri ne I bastardi di Pizzofalcone 2, con Alessandro Gassman e Tosca D'Aquino. Indossa i panni di Vincenzo Casillo, braccio destro di Raffaele Cutolo, ne Il clan dei camorristi diretto da Alexis Sweet e Alessandro Angelini. Compare poi in altre due serie televisive italiane: Un posto al sole, sotto la direzione di Vincenzo Pirozzi e Rex diretto da Marco Serafini.
Al cinema debutta con un piccolo ruolo nei Milionari (2014), diretto da Alessandro Piva, in concorso al Festival del cinema di Roma. Il suo percorso sul grande schermo prosegue con una partecipazione al film La parrucchiera (2017) diretto da Stefano Incerti. Dopo averlo notato nello spettacolo Non è vero... ma ci credo (1942) di Peppino De Filippo, diretto da Leo Musato, in scena al teatro della Cometa di Roma, Mario Martone lo sceglie per vestire i panni di Gaetano Gesualdo, impresario teatrale del celebre testo Assunta Spina, nel film Qui rido io con Toni Servillo nei panni di Eduardo Scarpetta (2021). La collaborazione artistica con Alessandro Giglio lo porta sul set di Black Parthenope, (2021) opera prima del regista, interpretando, nell'oscurità della Napoli sotterranea, il ruolo di un tipico personaggio della tradizione partenopea, il munaciello, rivisto e riscritto dallo stesso regista.
Nel 2023 entra a far parte del cast della 4^ stagione de “L’amica geniale” (2024), presentata in anteprima al Tribeca Film Festival di New York in onda su HBO MAX e in Italia su Rai 1, interpretando il ruolo di Stefano Carracci. In seguito viene scelto e diretto da Stefano Sollima per la serie Netflix sul mostro di Firenze, “Il Mostro” (2025) interpretando il Colonnello Olinto Dell’Amico.
Parallelamente alla sua carriera d'attore, si cimenta nella regia cinematografica. Dirige il suo primo cortometraggio, che è un omaggio a Charlie Chaplin. Si dedica poi a due videoclip musicali: uno per il brano Tu sei indelebile del giovane emergente Marcello Luongo e un altro per Dopo la pioggia del tenore napoletano Corrado Sena. Infine, uno spot commerciale per la Xtreme spa.

## Teatro
- Storia strana su una terrazza napoletana, regia di Luigi De Filippo (2006)
- Quaranta ma non li dimostra, regia di Luigi De Filippo (2007)
- La fortuna con l'effe maiuscola, regia di Luigi De Filippo (2009)
- Napoletango, ideato e diretto da Giancarlo Sepe, al Coliseum Theatre di Londra (2012)
- La casa degli orchi, di Manlio Santanelli. Regia di Ugo Gregoretti (2012)
- Sartù, di Rosi Padovani. Regia di Roberto Azzurro (2012)
- Un suocero in casa, regia di Luigi De Filippo (2013)
- Il berretto a sonagli, regia di Luigi De Filippo (2014)
- La lettera di mammà, regia di Luigi De Filippo (2014)
- Miseria e nobiltà, regia di Luigi De Filippo (2016)
- La fortuna di nascere a Napoli, regia di Luigi De Filippo (2016)
- Cantami, o diva, scritto e diretto da Carmine Borrino (2016)
- Theatre Bridges, regia di Eimuntas Nekrošius per il Napoli Teatro Festival (2017)
- Il re ride, scritto e diretto da Luisa Guarro per il Drama Theatre Festival di Rjazan (Russia) (2017)
- Forcella Strit, di Maurizio Braucci. Regia di Abel Ferrara (2018)
- Interiors, ideato e diretto da Matthew Lenton (2019)
- Il bene immobile, scritto e diretto da Carmine Borrino (2019)
- Non è vero... ma ci credo, regia di Leo Muscato (2020)
- Racconti per Ricominciare, festival a cura di Giulio Baffi e Claudio Di Palma (2020)
- Ho visto Maradona, di e con Daniel Pennac e Pako Ioffredo. Regia di Clara Bauer (2021)
- Terramò, di Pako Ioffredo, per la rassegna "Racconti per Ricominciare" (2022)
- Terramó vol. 2: ngannaria - fuoco e mistero, testi e regia di Pako Ioffredo, per la rassegna "Racconti per Ricominciare" (2023)
- L’Avaro Immaginario, da Moliere - scritto e diretto da Enzo Decaro. (2023-24)
- Viviani Bohème regia Francesco Saponaro, drammaturgia Domenico Ingenito, arrangiamenti musicali M° Mariano Bellopede. (2024)

## Filmografia

### Cinema
- Ginostra, regia di Manuel Pradal
- South Kensington, regia di Carlo Vanzina (2003)
- Si accettano miracoli, regia di Alessandro Siani (2014)
- Milionari, regia di Alessandro Piva (2014)
- Cor e Sang, regia di Lucio Fiorentino (2017)
- La Parrucchiera, regia di Stefano Incerti (2017)
- Black Parthenope, regia di Alessandro Giglio (2021)
- Qui rido io, regia di Mario Martone (2022)

### Televisione
- Maria Josè - L'ultima regina, regia di Carlo Lizzani (2002)
- Rex (2008-2015) regia Marco Serafini - Nel ruolo dello psicologo di Rex.
- Sirene, regia di Davide Marengo (2011)
- Il clan dei camorristi (2013) regia Alessandro Angelini e Alexis Sweet - Nel ruolo di Vincenzo Casillo
- I bastardi di Pizzofalcone (2017) regia Alessandrto D'Alatri - Nel ruolo di Senatore.
- Un posto al sole (2022) regia Vincenzo Pirozzi - Nel ruolo di Pino Manna.
- Mina Settembre (2022) regia Tiziana Aristarco - Medico PS
- L'amica geniale - 4ª stagione (2024) regia Laura Bispuri - Nel ruolo di Stefano Carracci.
- Il Mostro (2025) regia Stefano Sollima - Nel ruolo del Colonnello Olinto dell'Amico.

### Cortometraggi
- Acerra: "Il rifiuto della democrazia", scritto e diretto da Zak Manzi (2004) - Protagonista
- Purse, scritto e diretto da Zak Manzi (2005) - Protagonista
- The sky before the eyes, scritto e diretto da Simona Chiapparo (2007) - Protagonista
- Il dramma scozzese, diretto da Stefano Incerti (2017) - Nel ruolo di Macduff
- Klimax, diretto da Francesco Baiano (2019) - Protagonista
- L'otto nero, scritto da Davide Di Chiara (2022) - Protagonista

### Regie cinematografiche
- Charlie (2009) - cortometraggio
- Tu sei indelebile di Marcello Luongo (2014) - videoclip musicale
- Proiezioni video per Butterfly Suite, regia di Marco Zurzolo (2015)
- Spot commerciale "Xtreme" Microphone WS-858 di Ariete Informatica (2017)
- Dopo la pioggia di Corrado Sena (2017) - videoclip musicale